# 加藤直泰
加藤 直泰（かとう なおやす）は、江戸時代前期の大名。伊予国新谷藩初代藩主。官位は従五位下・織部正。

## 略歴
伊予大洲藩初代藩主・加藤貞泰の次男として誕生。大洲藩2代藩主・加藤泰興の弟に当たる。
元和9年（1623年）、貞泰が世嗣を定めないまま死去したため、幕命により泰興がその後継とされ、直泰には1万石分与の内諾が下されたが、泰興はこれを認めようとしなかったため対立した。寛永16年（1639年）、藩内分知とすることで和解した。寛永19年（1642年）、喜多郡上新谷村に新谷陣屋を築いた。また歌道を良くし、古今伝授を受けている。
天和2年（1682年）正月5日、68歳で死去し、跡を泰興の孫で養嗣子の泰觚が継いだ。